# Väsby IK
Väsby Idrottsklubb bildades 1924. Ursprungligen bestod föreningen av en fotbollssektion och en friidrottssektion. Under årens lopp har flera sektioner funnits i föreningen, däribland fotboll, friidrott, pistolskytte, skidåkning och ishockey.

## Fotbollen
Fotboll var den första idrott Väsby IK bedrev. Föreningen har tillbringat sex säsonger i näst högsta divisionen och föll i kvalspel till Superettan tre år i följd 2001-2003.
Fotbollssektionen gick 2005 samman med FC Café Opera och bildade fotbollsklubben FC Väsby United, och avskildes därvid organisatoriskt från Väsby IK. Väsby United bytte 2012 namn till AFC United. 2013, sedan AFC United flyttat sin verksamhet till Solna, startades återigen en fotbollssektion under namnet Väsby IK som började om i Division 7.
2018 gick fotbollssektionen i konkurs och upplöstes därmed.

## Allians
Namnet "Väsby IK" delas idag av Väsby IK Friidrott och Väsby IK Hockey men de är två separata föreningar.

## Sektioner
- Väsby IK Friidrott
- Väsby IK Hockey

## Nedlagd sektion
- Väsby IK FK